# Рейнумяэ, Отт
Отт Рейнумяэ (эст. Ott Reinumäe; 20 апреля 1984, Кохила, Раплаский район, Эстонская ССР, СССР, ныне Рапламаа, Эстония) — эстонский футболист, полузащитник. Выступал за национальную сборную Эстонии.

## Биография

### Клубная карьера
На взрослом уровне дебютировал в 2000 году в командах, входивших в систему таллинской «Флоры» — первый матч сыграл 2 апреля 2000 года в первой лиге за «Лелле» против «Меркуура», а уже спустя неделю, 9 апреля 2000 года вышел на поле в матче высшего дивизиона за «Валгу» против «Тулевика». До 2002 года выступал за фарм-клубы «Флоры», в основном в первой лиге.
16 апреля 2003 года дебютировал в составе «Флоры» в матче против «Левадии». В таллинском клубе провёл четыре сезона, сыграл за это время более 90 матчей в чемпионате Эстонии, стал чемпионом (2003) и неоднократным призёром чемпионата страны.
В начале 2007 года в 22-летнем возрасте завершил профессиональную карьеру. После этого два сезона выступал за команду из Кохила, а затем несколько лет провёл в команде «Ээсти Коондис» (позже переименована в «Ретро») из Таллина.

### Карьера в сборной
Выступал за сборные Эстонии младших возрастов.
Дебютировал в национальной сборной Эстонии 9 февраля 2003 года в матче против Эквадора, отыграв все 90 минут. В 2003 году сыграл 16 матчей за сборную, а в 2004 году — 9 игр, но в большинстве из них выходил на замену во втором тайме. Последний матч сыграл 2 декабря 2004 года против Венгрии и отличился в нём автоголом.
Всего в составе сборной Эстонии в 2003—2004 годах сыграл 25 матчей, голов не забивал.

## Достижения
- Чемпион Эстонии (1): 2003
- Бронзовый призёр чемпионата Эстонии (2): 2004, 2006
- Финалист Кубка Эстонии (2): 2003, 2006
- Обладатель Суперкубка Эстонии (2): 2003, 2004